# Diogmites fragilis
Diogmites fragilis là một loài ruồi trong họ Asilidae. Diogmites fragilis được Bromley miêu tả năm 1936. Loài này phân bố ở vùng Tân Bắc giới.